# Цеко Петков
Це́ко Пе́тков (відомий також як Цеко Дилгошевський, Дядо Цеко войвода, Генерал Дилгошевський, Вехтият войвода) — болгарський гайдук, воєвода та революціонер, борець за звільнення Болгарії від османського панування.

## Життєпис

### Ранні роки
Народився 10 березня 1807 року в селі Дилгошевци. Хрестили його як Цветана Петкова Пешева. У сім'ї крім нього були ще сестри — Вилкана та Гена.
Пращури Цеко переселились сюди з села Чипровці, де 1688 року відбулось невдале повстання проти османської влади, після чого центр села був вщент зруйнований, а багато людей були скарані на смерть, через що з району повстання велика кількість болгар втекла до різних місць.

### Початок гайдуцької діяльності
З 11-річного віку Цеко був задіяний в гайдуцькій діяльності — став активним зв'язковим гайдуцьких воєвод Саво та Точо. У той час майстерно оволодів зброєю, можливо навіть вже тоді його вважали четником, але скоріше за все він все ж таки став ним у четі (загоні) Івана Кулина після того, як османи посягнули на його сестер. Досить швидко він продемонстрував свої неабиякі якості гайдука, і Іван Кулин запропонував йому створити свою чету. Цеко, таким чином, став воєводою невеликої чети у 9 гайдуків. Він почав тероризувати місцеві османські загони, за необхідності виступів проти великих сил османів об'єднуючись з четою Івана Кулина.
Цеко Петков оженився на Русі, з якою мав три дочки — Камену, Цвету і Саву та єдиного сина Івана.

### Участь у повстаннях проти османської влади
Але швидко його чета зросла до 80 вояків. З нею Цеко брав участь 1836 року в повстанні у Берковицях (так звана болг. Манчовата буна), у 1841-43 роках — у Браїльських повстаннях під керівництвом Георгія Раковського. Після розгрому змушений був втекти до Російської імперії.
Після нетривавлого перебування у Російській імперії повернувся до Болгарії, продовжив гайдуцьку діяльність, 1850 року взяв активну участь у Видинському повстанні, командуючи четою у 200 вояків, але повстання закінчилось невдало, загін Цеко був розбитий, багатьох повсталих стратили османи. Звертання повстанців за допомогою до Російської імперії та Сербського князівства залишились без відповіді, в подальшому спричинило страждальне вимушене переселення болгар до України та Криму, яке призвело да смерті щонайменше 2000 переселенців від холоду та голоду. Відсутність допомоги повсталих з боку царської Росії та погана організація переселення спричинили гнівну реакцію болгарської революційної спільноти, зокрема, Георгій Раковський написав памфлет «Переселення до Росії та російська вбивча політика стосовно болгар», де розкритикував Російську імперію в цьому питанні. Цеко організував мирні протестні демонстрації у Видині, під час однієї його схопили османи та запроторили за ґрати, де він провів 3 роки, його піддавали тортурам. Завдяки заступничеству російської царської влади його звільнили 1853 року.

### Участь у Кримській війні
Задля того, щоб відплатити російській владі за звільнення, Цеко зібрав загін у 360 вояків аби взяти участь в Кримській війні 1853-56 років. З цим загоном він прибув до Констанци, де захопив 3 невеликі османські кораблі (болг. гемии) і на них відбув до Севастополя. На півшляху їх хотів зупинити французький корвет, але болгари захопили його та узяли в полон весь екіпаж. Гайдуки змусили капітана довести корабль до самого Севастополя, куди прибули з піднятими повстанськими прапорами. Їх озброїли сучасними на той момент рушницями, бо раніше гайдуки мали застарілі кременеві рушниці. Російські офіцери запропонували їм пройти короткотривале навчання, але Цеко сказав, що навчання вони пройдуть у бою. Їх відправли на правий фланг Севастопольської оборони, де вони вдало діяли проти османських вояків, нерідко отримуючи трофеї та беручи полонених. Хоча Російська імперія програла війну, але болгари та Цеко були нагороджені. Адмірал Нахімов нагородив Цеко Георгіївським хрестом, а імператор Микола I особисто прийняв його та подарував срібну шаблю, присвоїв чин штабс-капітана російської армії. Гайдукам запропонували залишитися у російській армії, але Цеко заявив, що гноблена Болгарія чекає на них, бо їхнє завдання — це звільнення Батьківщини від османів.

### Повернення на Батьківщину
Російська армія залишила Цеко та його четі рушниці, якими болгари воювали у Кримській війні та дала 60 тисяч патронів до рушниць. Завдяки цьому чета Цеко змогла ще 20 років успішно воювати з османами.

### Під час російсько-османської війни 1877-78 років
Перед початком російсько-османської війни 1877-78 років Цеко з гайдуками прибув до Кишинева, де збиралось болгарське ополчення. Під час освячення Самарського прапору 6 травня 1877 року воєвода промовив слова, які стали крилатими:
Нехай допоможе Бог цьому прапору пройти від краю до краю нещасну болгарську землю. Все нечисте, поганське та зле хай втікає від нього, та завдяки ньому най настане тривалий мир та благоденство
Після цього він начебто вбив золотий цвях у держак прапора задля тримання полотнища. Цього цвяха він скоріше за все оплатив сам. Цеко став воєводою добровольчої чети, яка воювала проти османів як розвідувальний загін. Найбільше чета відзначилась під час успішної атаки на османські позиції у Троянському проході гір Старої Планини, яку здійснив Троянський (раніше Ловечсько-Севлієвський) загін російської армії, до якого були тоді приєднані болгари. У тяжких умовах холоду протягом 23 грудня 1877 року — 7 січня 1888 року загін пробився з боями, розбивши османські загони, та спустившись з гір, спричинив паніку у долині річки Стряма, після чого звільнив Карлово та Сопот Коли башибузуки спробували захопити Троянський монастир, Цеко першим прибув туди з четниками та вдало організував його оборону, допоки не підійшли російські війська.

### Останні роки та смерть
Після утворення незалежної Болгарії Цеко, як одного з найповажніших болгарських гайдуків, висунули народним представником від Ловечського виборного округу до Установчих Зборів Болгарії, що працювали у Велико Тирново одразу після звільнення країни від османів. Цеко навіть запропонували стати головою Бюро зборів, але він узнавши, що на це місце пропонують першого екзарха самостійної Болгарської церкви Антима I, одразу відмовився обійняти цю посаду на користь екзарха. Цеко взяв діяльну участь у роботі зборів та прийнятті болгарської Конституції. Потім він був народним представником у I та II Звичайних народних зборах, де він навіть був головою зборів в один з днів. За свідченням сучасників Цеко віддавав половину своєї заробітної плати представника на благодійні цілі, хоча мав сім'ю та 4 дітей.
Помер Цеко Петков 15 травня 1881 року в Моминому Броді. На його поховання приїхав князь Болгарії Олександр І Баттенберг. Взвод князівських гвардійців дав прощальний салют. Прочитали князівський указ про присвоєння Цеко чину капітана болгарського війська та нагородження його найвищим болгарським військовим орденом «За хоробрість». Погони та орден поклали зверху домовини.

## Пам'ять про Цеко
Нащадки поставили Цеко пам'ятники у його рідному селищі Замфір (раніше Дилгошевци), в місті, де він спочив — у Ломі (раніше Момин Брод).